# Letea
Letea is een dorp in de gemeente C.A. Rosetti in het Roemeense district Tulcea.
Letea telde bij de census van 2002 404 inwoners. In 2019 bestaat de bevolking voornamelijk uit gepensioneerden. De beperkte economie bestaat uit vissers, een aantal boerderijen met vee, verbouw van graan en een toeristische sector. Vlak ten noorden ligt het oudste natuurgebied van Roemenië, het Woud van Letea, ter grootte van ongeveer 5000 hectare, het enige bos in Europa waar lianen groeien. Het dorp werd in 1970 zwaar getroffen door overstromingen.

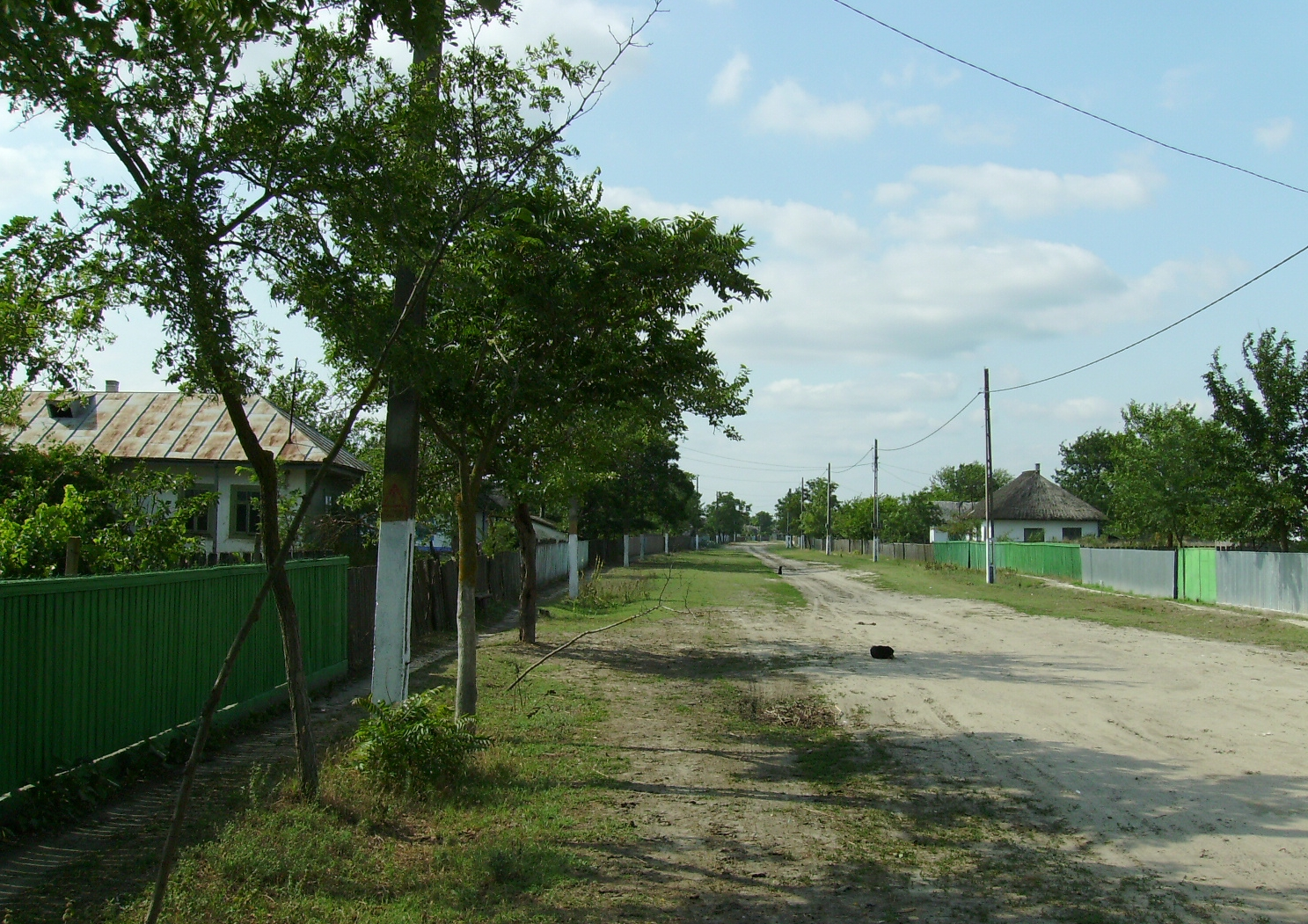
Letea